# Phragmataecia
Phragmataecia is een geslacht van vlinders uit de familie van de Houtboorders (Cossidae), uit de onderfamilie van de Zeuzerinae. De wetenschappelijke naam en de beschrijving van dit geslacht werden voor het eerst in 1850 gepubliceerd door Edward Newman.

## Soorten
- Phragmataecia albida Erschoff, 1874
- Phragmataecia andarana Clench, 1959
- Phragmataecia anikini Yakovlev, 2011
- Phragmataecia annapurna Yakovlev, 2009
- Phragmataecia brunni Pagenstecher, 1892
- Phragmataecia castaneae (Hübner, 1790) - Rietluipaard
- Phragmataecia cinnamomea Wileman, 1911
- Phragmataecia dushman Yakovlev, 2009
- Phragmataecia effendii Yakovlev & Snegovaya, 2020
- Phragmataecia fusca Wileman, 1911
- Phragmataecia fuscifusa Hampson, 1910
- Phragmataecia furia (Grum-Grshimailo, 1890)
- Phragmataecia geisha Yakovlev, 2011
- Phragmataecia gummata Swinhoe, 1892
- Phragmataecia gurkoi Yakovlev, 2007
- Phragmataecia hummeli Bryk, 1942
- Phragmataecia impura Hampson, 1891
- Phragmataecia innominata Dalla Torre, 1923
- Phragmataecia innotata (Walker, 1865)
- Phragmataecia irrorata Hampson, 1910
- Phragmataecia itremo (Viette, 1974)
- Phragmataecia laszloi Yakovlev, 2009
- Phragmataecia longivitta Candèze, 1927
- Phragmataecia minima Hampson, 1891
- Phragmataecia monika Yakovlev & Saldaitis, 2012
- Phragmataecia okovangae Clench, 1959
- Phragmataecia pacifica Yakovlev, 2007
- Phragmataecia parvipunctus (Hampson, 1892)
- Phragmataecia pectinicornis (Strand, 1915)
- Phragmataecia pelostema (Hering, 1923)
- Phragmataecia psyche (Le Cerf, 1919)
- Phragmataecia purpureus Fletcher, 1928
- Phragmataecia pygmaea Graeser, 1888
- Phragmataecia roborowskii Alphéraky, 1897
- Phragmataecia saccharum Moore, 1879
- Phragmataecia sericeata Hampson, 1910
- Phragmataecia sumatrensis Snellen, 1880
- Phragmataecia terebrifer Fletcher, 1928
- Phragmataecia turkmenbashi Yakovlev, 2008
- Phragmataecia valikhanovi Yakovlev & Witt, 2016

### Soorten met onduidelijke taxonomische status
- Phragmataecia albicans Walker, 1856
- Phragmataecia rubescens Walker, 1856
- Phragmataecia testacea Walker, 1856